# Schiekia orinocensis
Schiekia és un gènere monotípic de plantes amb rizomes pertanyent a la família Haemodoraceae. La seva única espècie: Schiekia orinocensis (Kunth) Meisn., Pl. Vasc. Gen.: 300 (1840)., és originària del sud d'Amèrica tropical on es distribueix per la Guaiana francesa, Guaiana, Surinam, Veneçuela, Bolívia, Colòmbia i Brasil.

## Taxonomia
Schiekia orinocensis va ser descrita per (Kunth) Meisn. i publicat al Journal of Botany, British and Foreign 49: 188. 1911.
Sinonímia

- Wachendorfia orinocensis Kunth in F.W.H.von Humboldt, A.J.A.Bonpland & C.S.Kunth, Nov. Gen. Sp. 1: 319 (1816).
- Troschelia orinocensis (Kunth) Klotzsch & M.R.Schomb. in M.R.Schomburgk, Reis. Br.-Guiana: 1066 (1849).[1]
- Schiekia flavescens Maury
- Schiekia orinocensis subsp. orinocensis
- Schiekia orinocensis subsp. savannarum Maguire & Wurdack
- Xiphidium angustifolium Willd. ExLink[3]